# Francisco Edimilson Neves Ferreira
Dom Francisco Edimilson Neves Ferreira (Jardim, 3 de outubro de 1969) é um bispo católico brasileiro. É bispo da Diocese de Tianguá.

## Biografía
Nascido em Jardim no sul do Ceará, Dom Edimilson estudou no Seminário Regional em Fortaleza, e concluiu os estudos no Seminário da Prainha. Foi ordenado presbítero em sua terra natal no dia 12 de dezembro de 1997.

## Episcopado
Foi eleito bispo pelo Papa Francisco no dia 15 de fevereiro de 2017 e foi sagrado bispo no dia 22 de abril seguinte pelas mãos de Dom Fernando Panico, e co-sagrantes Dom Gilberto Pastana e Dom Francisco Javier Arnedo, OAR, além da presença de muitos outros bispos.